# Пожар
Пожар је неконтролисано ширење ватре у простору наносећи материјалну штету, а неретко односећи и људске животе.

## Заштита животне средине
Пожари су један од главних узрочника уништавања шума. Примера има много, а један од драстичнијих је пожар у Висконсину и Мичигену (САД) који се десио 1871. године када је уништио 1,8 милиона хектара шуме и однео 2.200 људских живота. У Сибиру, 1915. године, пожар је уништио милион km² шуме. Чађ која је прекрила небо онемогућила је продор сунчевих зрака и температура се спустила за неколико степени.
Постоје и биљне врсте које су отпорне на пожар. Такав је случај са еукалиптусом. Наиме, чак и када изгори у пожару, еукалиптус се обнавља. По мишљењу научника, за то је одговорно посебно ткиво које регенерише изгубљене делове и које се налази у дубљим слојевима стабла ове биљке (док је код других врста као што је храст, ово ткиво близу коре).

## Мере против пожара
- Коришћење незапаљивих или самогасећих материјала.
- Опремање просторија сензорима који реагују на повишену температуру уз коришћење уређаја који распрскују воду или на други начин спречавају пожар.
- Обезбеђење противпожарних путева.
- Обележавање локација где је забрањено коришћење отвореног пламена или алата који варничи (нпр рудници)
- Присуство обучених ватрогасаца са опремом на местима где се нешто ради а постоји тренутна опасност од пожара (нпр заваривање на месту које је угрожено од пожара)
- Обука запослених
- Постављање апарата за гашење пожара

## Начини гашења пожара
Како би уопште настао пожар потребна су три елемента:
- гориво - материјал који гори
- температура паљења материјала који гори
- кисеоник

Укидањем једног од та три елемента пожар се гаси.

## Средства за гашење пожара
То су материје које својим деловањем прекидају процес горења. Од њих се захтева да испуњавају неке опште услове и то:
- да им је употреба једноставна,
- да гасе што више пожара различитих материја,
- да су безопасна и да се не спајају са другим материјама,
- да гасе ефикасно,
- да су постојана при чувању и да су јефтина, односно економична.

Подела према агрегатном стању:
- чврста (песак, земља, прах),
- течна (вода, пена),
- гасовита: (угљен-диоксид, халони).

Подела према начину деловања на гориву материју:
- средства која угушују (пена, угљен-диоксид, прах, халони, водена магла и пара, приручна средства као што су прекривачи, песак, земља),
- средства која хладе (вода и пена),
- средства која делују антикаталитички односно прекидају ланчане реакције горења (халони, неке врсте праха и поједине врсте пене).

Вода је једно од средстава које се врло често употребљава за гашење пожара. Вода гаси првенствено охлађивањем, пошто у односу на све остале познате супстанце има највећу специфичну топлоту.

## Класе пожара
Поделу средстава за гашење пожара према намени дефинише JUS 3.C2 003, по коме се пожари разврставају у пет основних врста (класа) пожара - према горивим материјама које могу бити захваћене пожаром. То су пожари класе А, Б, Ц, Д и Е.
| Класе пожара                                                                                                | Средства за гашење |
| А- пожари чврстих материја (дрво, текстил, угаљ, биљне материје, пластика, слама, папир и сл.)              | вода- најбоље пена и прах - успешно халон и угљен-диоксид - за мање површине |
| Б - пожари течних и лако топљивих материја (бензин, бензол, уља, масти, лакови, смола, алкохол и сл.)       | прах и халон - најбоље пена - за пожаре у посудама угљен-диоксид - у затвореном простору вода - за хлађење |
| Ц - пожари запаљивих гасова (метан, бутан, пропан, водоник, ацетилен)                                       | прах и халон - најбоље угљен-диоксид - за мање пожаре вода - за хлађење пена - НЕ |
| Д - пожари лаких метала (магнезијум, алуминијум, њихове легуре, титан, електрон, осим натријума и калијума) | Гаси само специјални прах, струготина сувог лива, камена со и суви песак Халон, угљен-диоксид, вода, пена - НЕ                                                                                                 |
| Ф - кухињски пожари                                                                                         | апарати за гашење пожара са новим средством за гашење пожара (сапунастом пеном која се добија у комбинацији алкалне мешавине са масним киселинама) и приручна сува средства за гашење пожара. Вода и пена - НЕ |

Изашао је нови стандард о класификацији пожара СРПС ЕН 2:2011 – Класификација пожара (Сл. гласник 30/11) и тиме је повучен СРПС ИСО 3941:1994. Укинута је класе Е. 
Уведена је нова класа Ф, где спадају пожари који обухватају масноће за кување (биљне и животињске масти) које се користе у кухињским апаратима.